# Funimation
Funimation was een Amerikaans filmdistributie- en amusementsbedrijf gespecialiseerd in anime. Het bedrijf was gevestigd in Flower Mound in de staat Texas.
Funimation liet het bronmateriaal van de complete Japanse animeserie Dragon Ball Z voor de Amerikaanse markt opnieuw in hoge resolutie digitaliseren en bracht deze daar vervolgens in 2007 uit op dvd.

## Geschiedenis
Het bedrijf werd op 9 mei 1994 opgericht door Gen Fukunaga en diens echtgenote Cindy als FUNimation Productions. Op 11 mei 2005 werd het bedrijf verkocht aan Navarre Corporation en omgedoopt in FUNimation Entertainment. Navarre verkocht op zijn beurt het bedrijf in april 2011 voor 24 miljoen dollar aan een groep beleggers. Het bedrijf kwam toen simpelweg Funimation te heten. In mei 2013 bracht Funimation zijn divisies onder in de nieuwe holding Group 1200 Media. Op 27 oktober 2017 werd een overeenkomst gesloten waarbij Sony Pictures Television voor 143 miljoen dollar 95% van Funimation in handen kreeg; oprichter Fukunaga behield 5% van de aandelen. Op 2 april 2024 fuseerde het bedrijf met Crunchyroll.